# Домнин Палестинский
Домни́н Палестинский (греч. Δομνίνος, лат. Domninus; ум. 307, Кесария Палестинская) — мученик.
Память 5 ноября.
Согласно византийских синаксарей, Домнин упоминается среди мучеников, которых замучил архонт Палестины Урбан. По решению последнего, его определили вместе с Сильваном в работники на медных рудниках в Кесарии Палестинской, а затем сожгли. Основой для синаксарей послужила работа «О палестинских мучениках» Евсевия Кесарийского. В данном источнике указывалось о суде Урбана над христианами 5 ноября 307 года, в том числе над Домнином.
Также Домнин известен по другим церковным источникам. О нём идёт речь в Мартирологе Иеронима и его дополнении Узуарда, хотя и с ошибочным приписыванием к Кесарии Каппадокийской. Домнин также фигурирует в месяцеслове при Остромировом Евангелии и в других древнерусских источниках.